# Sir Mix-A-Lot
Sir Mix-a-lot, nome artístico de Anthony Ray (nascido em 12 de Agosto de 1963 em Seattle, Washington) é um rapper e produtor musical. É o fundador da Nastymix Records, que existe desde 1986. Em 1988 estreou com Swass, um álbum de 14 músicas que ganhou disco de platina. Em 1992, lançou Mack Daddy que também ganhou disco de platina e lançou o hit "Baby Got Back", que ganhou um Grammy de melhor performance rap e ficou em número 1 nas paradas da Billboard por 5 semanas. O single ganhou disco de platina duas vezes.

## Discografia

### Álbuns
- Swass (1988)
- Seminar (1989)
- Mack Daddy (1991)
- Chief Boot Knocka (1994)
- Return of the Bumpasaurus (1996)
- Daddy's Home (2003)

### Singles
- Let's G
- I'm A Trip
- Square Dance Rap
- Rippin
- Posse on Broadway
- Ironman
- My Hooptie
- Beepers
- I'll Roll You Up
- I Got Game
- Baby Got Back
- Ride
- Let It Beaounce
- Til Da Sun Cums Up
- Batter Up
- Sleepin' Wit My Fonk
- Jump On It